# Laktaši
Laktaši (srbsky Лакташи) jsou lázeňská obec v regionu Banja Luka v Bosně a Hercegovině.

## Geografie
Obec se nachází na významné silnici, která spojuje Banja Luku s Chorvatskem. Obec se rozkládá podle této silnice; její součástí jsou různé hotely a lázeňské komplexy, vybudované po válce v 90. letech 20. století. Protéká tudy řeka Vrbas. Laktaši jsou etnicky převážně srbská obec (a byla i před válkou v 90. letech 20. století), více než 80 % obyvatel zde tvoří právě Srbové, dalších 8 % pak Chorvati, zbytek příslušníci ostatních národů. V obci a přilehlé opštině s rozlohou 387 km² a 37 sídly žije dohromady zhruba 30 000 obyvatel.
Severně od obce se nachází Mezinárodní letiště Banja Luka.

## Historie
V blízkosti řeky Vrbasu se našly pozůstatky osídlení z nejstarších dob (Mladší doba kamenná, doba bronzová). V roce 9 n. l. přišli na území dnešního severu Bosny, kde se Laktaši nacházejí, Římané. Obec se nachází na rozhraní dvou římských provincií: Dalmácie a Panonie. Před příchodem Slovanů bylo místní obyvatelstvo ilyrské. Římané zde vybudovali vojenské tábory a začali místní krajinu hospodářsky využívat.
Během středověku oblast severní Bosny ovládli nejprve Ostrogóti, později Avaři a nakonec se zde usídlili Slované. Na počátku 12. století se oblast dostala pod nadvládu Uher. Na počátku 16. století se dostal pod nadvládu Osmanské říše. Pro Turky se jednalo po upevnění hranice na řece Sávě o severní pohraničí s nepřátelským Rakouskem. Nejprve sem byli přesídleni Srbové z oblasti Hercegoviny, kteří zde žili jako hraničáři. Po roce 1878 přišli do oblasti i příslušníci národů Rakousko-Uherska.
V roce 2012 byla západně od města otevřena dálnice spojující města Bosanska Gradiška a Banja Luka. V rámci ní byla pro napojení na město Laktaši vybudována i mimoúrovňová křižovatka Mahovljanska petlja, která se zařadila mezi největší investiční projekty Republiky srbské ve zmíněném roce.